# 愛德華茲縣 (伊利諾伊州)
愛德華茲縣（英語：Edwards County）是美國伊利諾伊州東南部的一個縣。面積577平方公里。根據美國2000年人口普查，共有人口6,971人。縣治阿爾比昂（Albion）。
成立於1815年。本縣紀念先後任伊利諾伊準州州長、州長的尼尼安·愛德華茲（Ninian Edwards）。